# نظرية طوفان البحر الأسود

خريطة البحر الأسود مع قياس أعماق المياه والتضاريس المحيطة به.

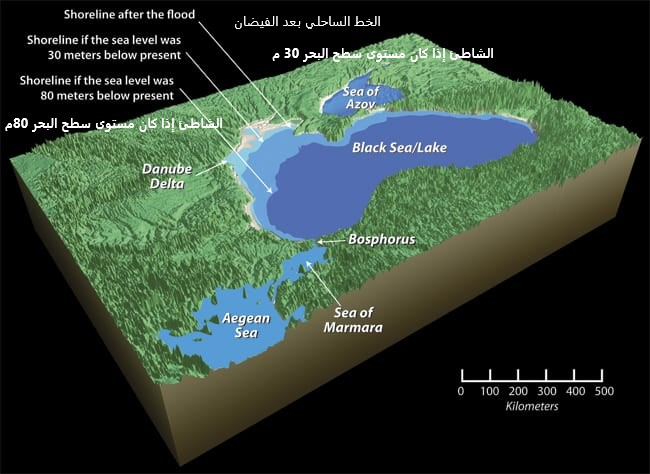
مستوى المياه في البحر الأسود

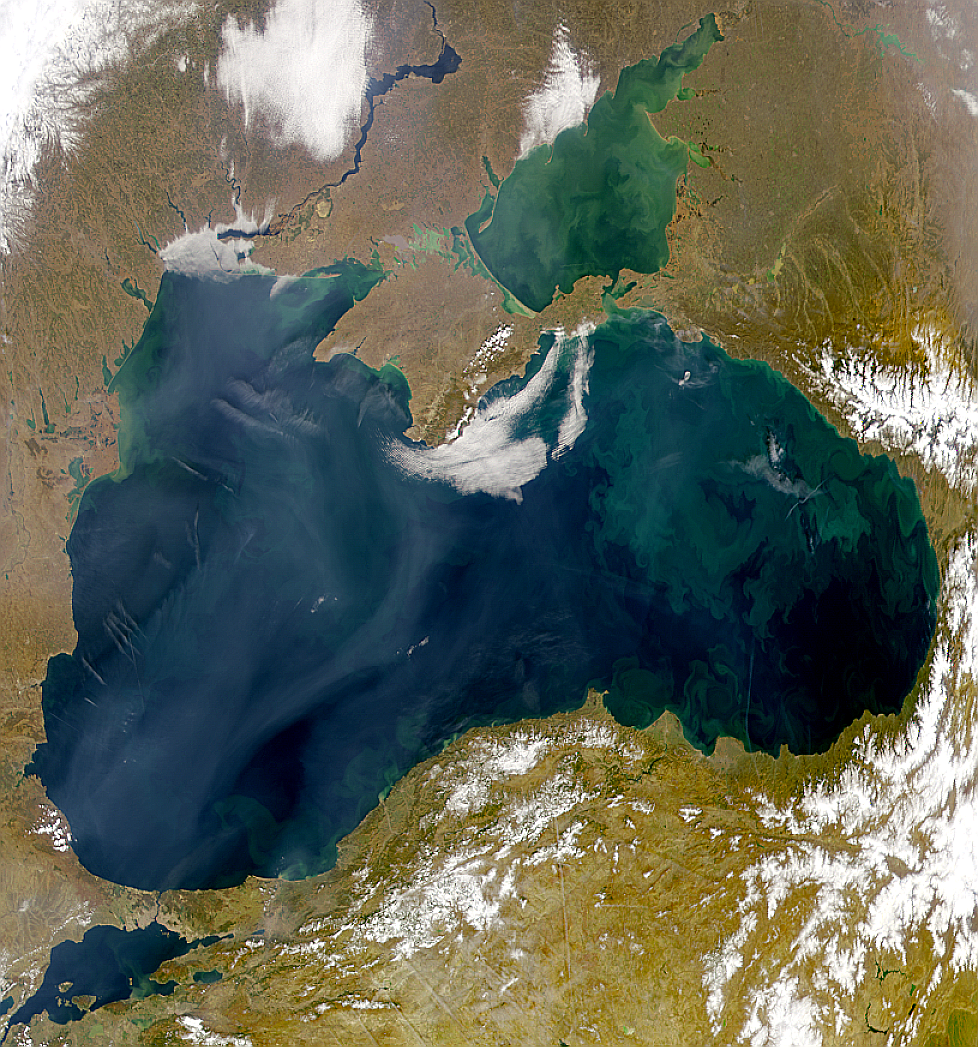
صورة جوية للبحر الأسود

نظرية طوفان البحر الأسود تفترض حدوث ارتفاع كارثي في مستوى البحر الأسود في حوالي عام 7600 قبل الميلاد، حيث اكتسحت مياه البحر الأبيض المتوسط لمضيق البسفور بقوة مئتي ضعف شلالات نياجارا ودخلت البحر الأسود.، ويعتقد أن الطوفان ترك تأثيراً في قصة الطوفان البابلي المذكورة ملحمة جلجامش، وكذلك طوفان نوح الوارد في الديانات الإبراهيمية، وشرح الدكتورين ذلك في كتاب «طوفان نوح: الاكتشافات العلمية عن الحدث التي غيرت التاريخ».
ونتيجة لهذا يفترض العالمان أن سكان المنطقة اضطروا إلى الفرار، ويفسر هذا انتشار الزراعة السريع في أوروبا الشرقية والشمالية. ويمكن القول إن هذا الطوفان قد أصبح جزءا من القصة الشعبية التي ألهمت قصة الطوفان البابلي في ملحمة جلجامش، وبعد ذلك بزمن قصة نوح. وشرح العالمان وهما الدكتور ويليام رايان والدكتور والتر بتمان من مرصد جامعة كولومبيا نظريتهما في كتاب عنوانه «طوفان نوح: الاكتشافات العلمية عن الحدث التي غيرت التاريخ». وتعتبر هذه الحركة مثيرة لغضب بعض الفقهاء.
قصة الطوفان ومع أن عدداً من الجيولوجيين وجدوا البحث مقنعاً وأن طوفان البحر الأسود شيء محتمل الحدوث، فإن مؤرخين وعلماء في الآثار كانوا متشككين من البداية وأعربوا عن شكوكهم واعتراضاتهم بأدب ولكن بشدة في مقابلة مع كل من الدكتورين رايان وبتمان خلال الاجتماع السنوي لمعهد الآثار الأميركي.
أقوال بعض النقاد حول فرضية طوفان البحر الأسود: أن الدليل الجيولوجي حول الطوفان قد يكون سليمًا، ولكنهم يشعرون بأن نسبة نتائج الحضارة القديمة المنتشرة له شيء يصعب تصديقه. ويقول الدكتور آندرو مور وهو عالم آثار وعميد كلية الفنون في معهد روتشستر للتكنولوجيا: «لا يمكن دعم الإدعاء الذي يوصل طوفان البحر الأسود بطوفان نوح».
وتقول الدكتورة ستيفاني دالي وهي مؤرخة في جامعة أوكسفورد البريطانية ومتخصصة بعلم الأساطير البابلية إن «التشابه الفرضي» بين أحداث البحر الأسود وقصة طوفان جلجامش خاطئ وعشوائي. وتقول أيضا «إن دوام قصة شعبية لأكثر من أربعة آلاف سنة أمر مشكوك فيه. ولكن لنفترض أن هذا حدث، وإذا حمل اللاجئون من البحر الأسود ذكرى هذه القصة معهم للشرق الأوسط عندما كتبت على ألواح طينية، عندئذ لماذا لا توجد قصة مشابهة في حضارات أوروبا الشرقية القديمة بعد هجرة لاجئين من البحر الأسود لتلك المنطقة؟».
ويعتقد معظم العلماء أن فيضان نهري دجلة والفرات كان وراء إثارة قصة الطوفان البابلي. وفي هذه القصة أمطرت السماء لأيام وليال عدة وغطت كل الأراضي الجافة ولم يكن هناك أي ناج ما عدا اولئك الذين ركبوا في القوارب. وفي تفسير فلسفي قالت الدكتورة دالي إن قصة جلجامش بينت أن الناس قبل الطوفان عمروا طويلا أو حتى حدوث الكارثة التالية وبعد الطوفان مات الناس من كبر السن.
وخلاف ذلك لم ينتج طوفان البحر الأسود عن المطر ولكن من ارتفاع مستوى البحر. وتعدت المياه تدريجيا ولكنها لم تغط كل البر واستطاع الناس الفرار.
واستنتجت الدكتورة دالي أن كلاً من الدكتورين رايان وبتمان قد أساءا فهم معنى قصة الطوفان بالعراق ولذا يجب الاستغناء عن هذه النظرية. ولكن بقية النظرية سليمة.

## نتائج البحث الآثري للمنطقة البحر الأسود والتي تؤكد حدوث الطوفان[3]
خلال السنوات العشر الماضية قام كل من الدكتورين رايان وبتمان بمسح وأخذ عينات ترسبات من شواطئ البحر الأسود ومن مضيق البسفور الذي يمتد من البحر الأبيض المتوسط وحتى بحر إيجه إلى البحر الأسود في إسطنبول، ووجدا أدلة قاطعة على أن مستوى البحر الأسود قد ارتفع مئات من الأقدام وغطى أكثر من ستين ألف ميل مربع من الأراضي المحيطة، أي زيادة حجمه بثلاثين في المائة. وكانت بعض الصدفيات التي اكتشفت في الأراضي المغمورة لكائنات من البحر الأبيض المتوسط وقد ماتت قبل 7600 سنة أي في عام 5600 ق.م.
وأبلغ الدكتور فريدرك هيبرت وهو عالم آثار من جامعة بنسلفانيا في اجتماع عن نتائج مسح تحت مائي بواسطة تكنولوجيا مجسات تعمل عن بعد، بين أحجار لموقع سكن إنساني بالقرب من شاطئ تركيا الشمالي بالقرب من سينوب. ويظهر أن الموقع المغمور كان جرفاً يطل على نهر قديم. ويقول الدكتور هيبرت: «يفترض هذا أننا سنجد مستوطنات على مدى الشاطئ المغمور. وإن هذا قد يدعم نظرية رايان ـ بتمان حول الطوفان الضخم». وقال الدكتور مور الذي توسط النقاش، إن علماء الآثار بشكل عام قبلوا بالدليل أنه كان لحدث طبيعي أثر جذري على الناس الذين يعيشون حول شواطئ البحر الأسود. ولكن إن كان لهذا الحدث أثر أبعد فهذا غير أكيد.
مناقشات علمية وأثار الدكتور ألبرت أمرمان من جامعة كولجيت أسئلة محددة حول الصلة المفترضة بين الطوفان والهجرة إلى أوروبا. وبين أن هناك فجوة مائتي سنة ما بين طوفان البحر الأسود وظهور أول آثار المستوطنات في وسط هنغاريا والتي تعرف بحضارة الفخار الطولية. ويبدو أن هؤلاء الناس هم الذين أدخلوا الزراعة لأوروبا.
قال الدكتور رايان في مقابلة «إن أساليب التأريخ الحديثة التي ستطبق على بعض ترسبات البحر الأسود ستبين تاريخا أدق للحدث ولربما ستزيل الفجوة».

## فرضية طوفان البحر الأسود

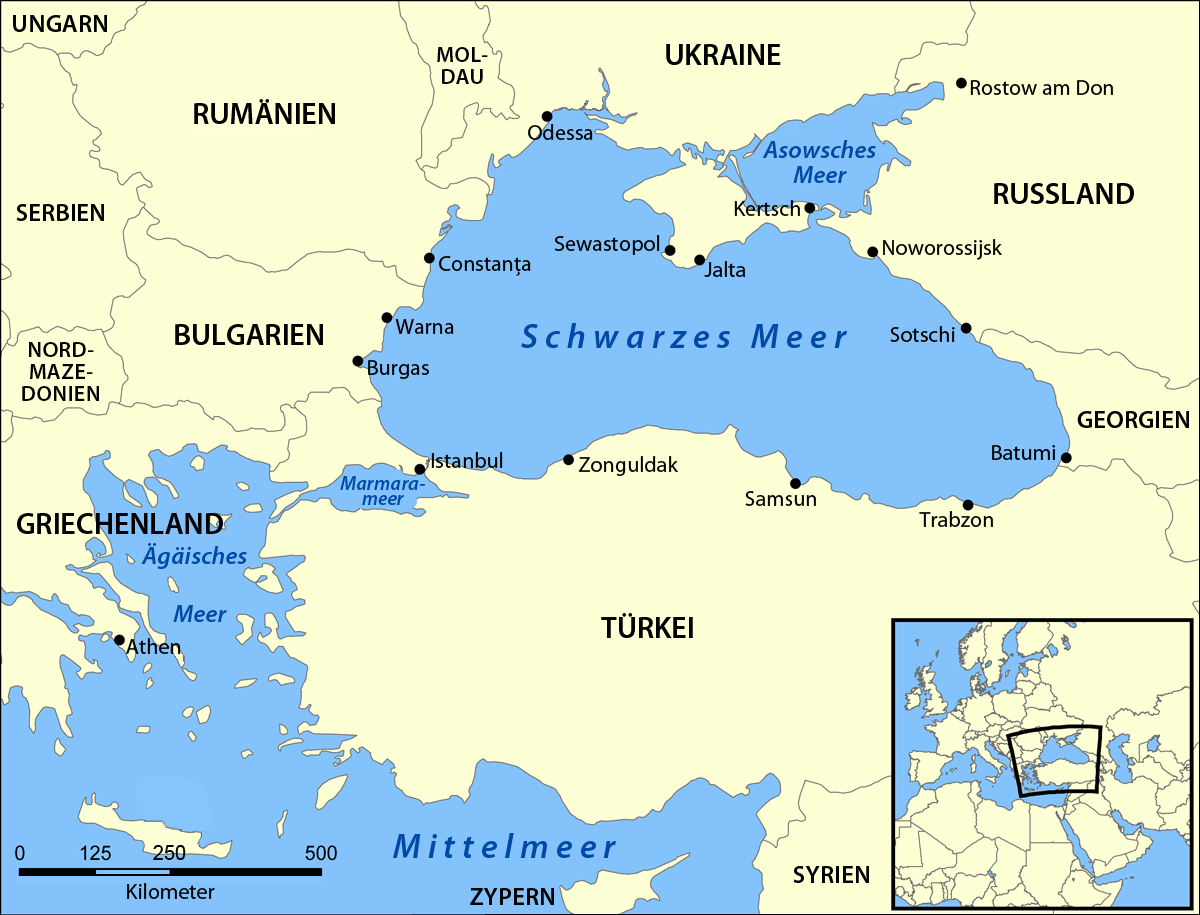
خريطة توضح الدول المطلة على البحر الأسود

طوفان البحر الأسود هو أشهر ثلاثة سيناريوهات افتراضية للفيضان مقترحة للتاريخ الرباعي المتأخر للبحر الأسود. إنه أحد سيناريوهين من هذه الفيضانات التي تقترح ارتفاعًا سريعًا، بل وكارثيًا، في مستوى سطح البحر في البحر الأسود خلال أواخر العصر الرباعي.
في عام 1997، نشر ويليام رايان ووالتر بيتمان وبيتكو ديميتروف وزملاؤهم فرضية طوفان البحر الأسود. واقترحوا أن التدفق الكارثي لمياه البحر الأبيض المتوسط إلى بحيرة المياه العذبة في البحر الأسود حدث عند 7150 14 درجة مئوية قبل الميلاد (ربما حوالي 7550 سنة تقويمية قبل الميلاد). قبل ذلك التاريخ، حولت المياه الجليدية الذائبة البحر الأسود وبحر قزوين إلى بحيرات مياه عذبة شاسعة تصب في بحر إيجه. مع انحسار الأنهار الجليدية، انخفض حجم بعض الأنهار التي تصب في البحر الأسود وتغير مسارها لتصرف في بحر الشمال. انخفضت مستويات البحيرات من خلال التبخر، في حين تسببت التغيرات في الهيدرولوجيا في جميع أنحاء العالم في ارتفاع مستوى سطح البحر بشكل عام.
أخيرًا، امتد ارتفاع البحر الأبيض المتوسط فوق عتبة صخرية في مضيق البوسفور. غمر الحدث 100,000 كيلومتر مربع (39,000 ميل مربع) من الأرض ووسع بشكل كبير ساحل البحر الأسود إلى الشمال والغرب. وفقًا لهؤلاء الباحثين، يتم سكب 50 كيلومتر مكعب (10 متر مكعب) من الماء كل يوم، أي مائتي ضعف تدفق شلالات نياجرا. هدر وادي البوسفور واندفع بكمية كاملة لمدة ثلاثمائة يوم على الأقل. وجادلوا بأن التدفق الكارثي لمياه البحر نتج عن قفزة مفاجئة في مستوى سطح البحر ترافقت مع انهيار لوح لورنتيد الجليدي وما تلاه من خرق لحاجز صخري في مضيق البوسفور.
كما هو مقترح، يصف سيناريو فيضان البحر الأسود في الهولوسين المبكر الأحداث التي كان من الممكن أن تؤثر بعمق على مستوطنات ما قبل التاريخ في أوروبا الشرقية والأجزاء المجاورة من آسيا وربما كان أساس التاريخ الشفوي فيما يتعلق بطوفان نوح. يدعم بعض علماء الآثار هذه النظرية كتفسير لعدم وجود مواقع من العصر الحجري الحديث في شمال تركيا. في عام 2003، راجع رايان والمؤلفون المشاركون تأريخ فيضان الهولوسين المبكر نوح إلى 8400 سنة و 14 مئوية قبل الميلاد (ربما حوالي 8800 سنة تقويمية قبل الميلاد). تمت مناقشة سيناريو فيضان البحر الأسود في عصر الهولوسين المبكر هذا في صحيفة نيويورك تايمز في ديسمبر 1996 وتم نشره لاحقًا في شكل كتاب.

## فرضية الغمر التدريجي للبحر الأسود

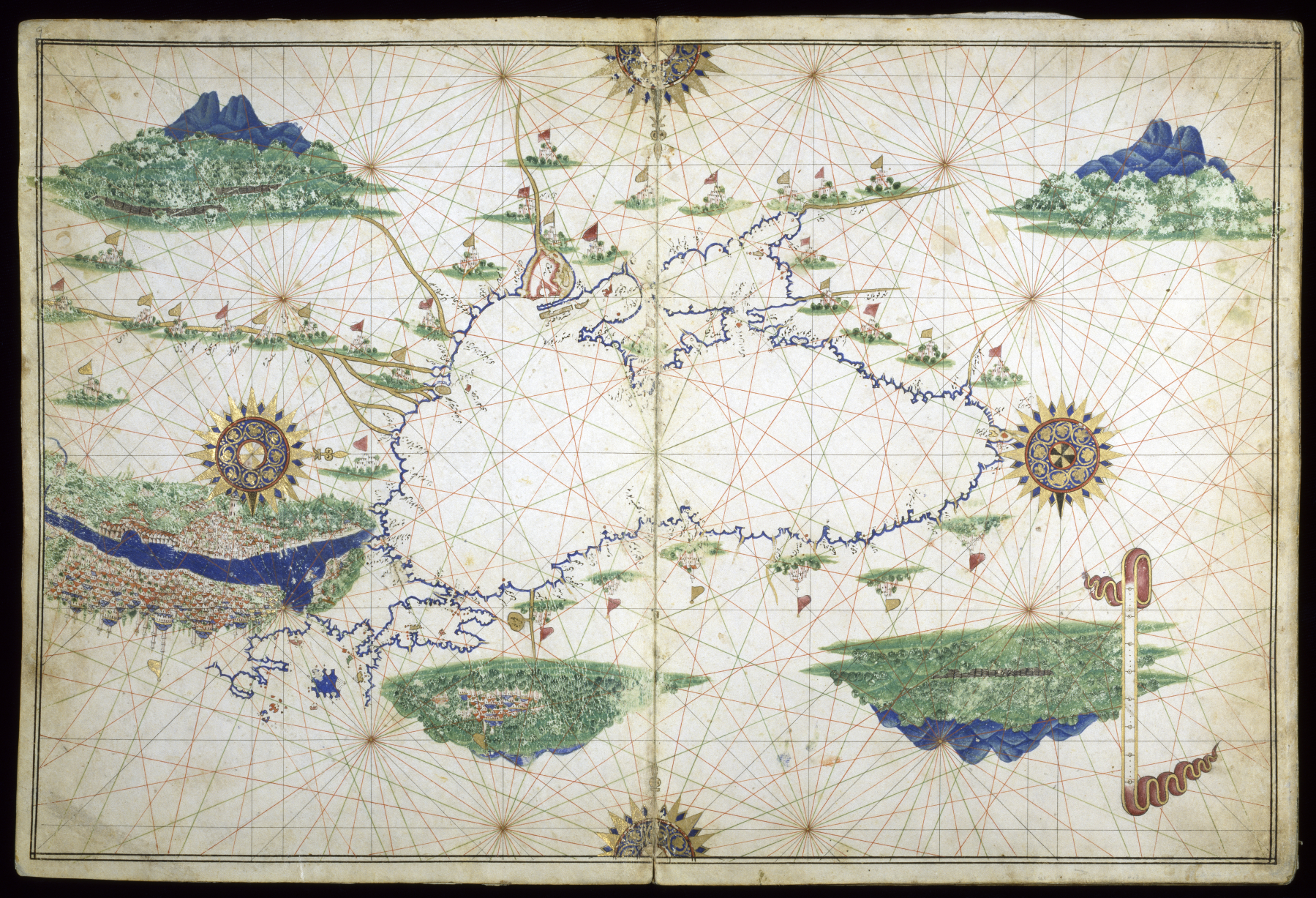
خريطة بورتولان تركية من القرن السادس عشر للبحر الأسود

بالإضافة إلى سيناريو الهولوسين المبكر لفيضان نوح الذي اقترحه ويليام رايان، وولتر بيتمان، وبيتكو ديميتروف وزملاؤهم وسيناريو تشيباليجا لفيضان بحر قزوين، نموذج الفيضان التدريجي غير الكارثي (أو نموذج التدفق التدريجي) لشرح تاريخ مستوى البحر المتأخر الرباعي للبحر الأسود. بالنسبة لنموذج الفيضان التدريجي، يُقال أنه في وقت مبكر من 11000 أو 10000 BP ، ارتفع مستوى البحر الأسود فوق أعمق عمق عتبة بحوالي 30 مترًا (98 قدمًا) في مضيق البوسفور وانسكب في بحر مرمرة. على الأقل خلال الألف عام الأولى، كان هذا الاتصال عبارة عن تدفق أحادي الاتجاه من البحر الأسود إلى بحر مرمرة الضحل جدًا. عند حوالي 8000 BP ، ارتفع مستوى بحر مرمرة بدرجة كافية بحيث بدأ التدفق في اتجاهين. الأدلة المستخدمة لدعم هذا السيناريو تشمل الأعمار المتباينة لترسب السابروبيل في شرق البحر الأبيض المتوسط والبحر الأسود. دُفنت جزر الحاجز الخلفي التي لوحظت على جرف البحر الأسود؛ ودلتا شبه مائية تتكون من رواسب البحر الأسود في بحر مرمرة بالقرب من مضيق البوسفور.

## فرضية الفيضان العظيم فيالعصر البليستوسينيالمتأخر

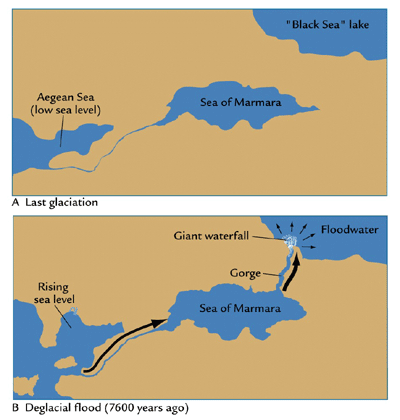
صورة لعبور مياه البحر المتوسط من مضيق مرمرة نحو البحر الأسود (حركة الطوفان)

في عامي 2003 و 2007، اقترح Andrei L. Chepalyga سيناريو أقدم للفيضانات الكارثية لارتفاع مستوى البحر في أواخر العصر الرباعي للبحر الأسود. تجادل فرضية الطوفان العظيم المتأخر في العصر البليستوسيني بأن بحيرة Neoeuxinian شديدة الملوحة، التي احتلت حوض البحر الأسود، غُمرت بسرعة بسبب تدفق المياه الجليدية الذائبة من بحر قزوين عبر مانيك-كيرتش مفيض بعد وقت قصير من العصر الجليدي المتأخر، حوالي 17000-14000 سنة مضت. . ربطت أحداث فيضانات المياه الذائبة الواسعة هذه العديد من المسطحات المائية والبحرية، بدءًا من الحافة الجنوبية للاسكندنافية وجنوبًا، عبر مجاري الصرف إلى مانيش كيرتش والبوسفور، مما أدى في النهاية إلى تشكيل ما يشار إليه باسم سلسلة الأحواض الأوراسية. ] يُقال أن هذا الحدث تسبب في ارتفاع سريع، إن لم يكن كارثيًا، في مستوى البحر الأسود. ربما فرض ضغوطًا كبيرة على السكان المعاصرين وظل في الذاكرة الثقافية مثل الطوفان العظيم. اقترح المؤلفون أيضًا أن الحدث ربما يكون قد حفز بداية الشحن وتدجين الخيول.

## ملخص كتاب (فيضان نوح: الاكتشافات العلمية الجديدة حول الحدث الذي غير ورق التاريخ)
على مدى آلاف السنين، استمرت أسطورة الطوفان العظيم في قصة نوح التوراتية وفي أساطير الشرق الأوسط مثل ملحمة جلجامش. اكتشف عالمان جيوفيزيائيان بارزان الآن حدثًا كارثيًا غير التاريخ، وهو فيضان هائل منذ 7600م عام في ما يُعرف اليوم بالبحر الأسود. باستخدام الموجات الصوتية وأجهزة الحفر لاستكشاف قاع البحر، كشف ويليام رايان ووالتر بيتمان عن دليل واضح على أن هذا الجسم المائي الداخلي كان ذات يوم بحيرة شاسعة من المياه العذبة تقع على ارتفاع مئات الأقدام تحت مستوى المحيطات الصاعدة في العالم. أكدت تقنيات التأريخ المتطورة أنه منذ 7600 عام، انفجرت البحار المتصاعدة عبر وادي البوسفور الضيق، وتدفقت المياه المالحة للبحر الأبيض المتوسط في البحيرة بقوة لا يمكن تصورها، متسابقة فوق الشواطئ والأنهار، مما أدى إلى تدمير أو مطاردة كل الحياة التي كانت موجودة قبلها. حافة البحيرة، التي كانت بمثابة واحة، جنة عدن للمزارع والقرى في منطقة شاسعة شبه صحراوية، أصبحت بحر الموت. هرب الناس وتفرقوا لغاتهم وجيناتهم وذكرياتهم.

## النظرية
طرحت النظرية من خلال عالمان في الجيولوجيا البحرية من جامعة كولومبيا في عام 1996، وافترضا أن سكان المنطقة اضطروا إلى الفرار، بعد تدفق 40 ألف متر مكعب من المياه.
على مدى سنوات قام كل من الدكتورين وليام ريان والتر بيتمان وأخذ عينات ترسبات من شواطئ البحر الأسود ومن مضيق البسفور، ووجدا أدلة قاطعة على أن مستوى البحر الأسود قد ارتفع مئات من الأقدام وغطى أكثر من 155,000 كم مربع من الأراضي المحيطة، أي زيادة حجمه بثلاثين في المائة، وأن مستويات البحيرات قد انخفضت من خلال التبخر، وكانت بعض الصدفيات التي اكتشفت في الأراضي المغمورة لكائنات من البحر الأبيض المتوسط قد ماتت قبل 7600 سنة أي في عام 5600 ق.م. وقد عثر على أثار كأحجار لموقع سكن إنساني بالقرب من شاطئ تركيا الشمالي بالقرب من سينوب، ويظهر أن الموقع المغمور كان جرفاً يطل على نهر قديم.